# (6764) Kirillavrov
(6764) Kirillavrov es un asteroide perteneciente al cinturón de asteroides, descubierto el 7 de octubre de 1981 por la astrónoma soviética Liudmila Chernyj desde el Observatorio Astrofísico de Crimea.

## Designación y nombre
Designado provisionalmente como 1981 TM3. Fue nombrado Kirillavrov en honor al actor ruso-soviético Kiril Lavrov.